# Heinrich von Hinüber
Eduard Christoph Heinrich von Hinüber (englisch Henry de Hinuber; * 25. Januar 1767 in London; † 2. Dezember 1833 in Frankfurt am Main) war ein britischer und hannoverscher Generalleutnant sowie hannoverscher Bevollmächtigter zur Militärkommission am Bundestag.

## Herkunft
Er entstammt der Wildeshausener Linie der Familie Hinüber. Seine Eltern waren der Diplomat Carl Heinrich von Hinüber (1723–1792) und dessen Ehefrau Luise von Reiche (* 19. Mai 1736; † 20. Mai 1815). Sein Bruder Georg war hannoverscher Geheimrat.

## Leben
Hinüber trat 1781 in braunschweig-lüneburger Dienste und wurde Leutnant im 14. Infanterie-Regiment. Er kämpfte mit dem Regiment für die britische Krone in Ostindien und wurde in der Schlacht bei Cuddalore am 13. Juni 1783 verwundet. Hinüber kehrte nach Kurhannover zurück, wurde 1788 Hauptmann und war 1803 Major im 6. braunschweig-lüneburger Infanterie-Regiment. Nach der Niederlage im Zweiten Koalitionskrieg kapitulierte die Armee 1803 mit der Konvention von Artlenburg. Hinüber wechselte daraufhin als Major in das 1. Linien-Regiment der King’s German Legion, um weiter gegen Napoleon zu kämpfen. 
1804 wurde er Oberstleutnant im 3. Linien-Regiment, 1805 wurde er Brevet Colonel. Während des Dritten Koalitionskriegs kämpfte er mit der Legion 1805 wieder in Hannover, nach der Niederlage Österreichs war der Krieg in Mitteleuropa für Großbritannien aber erstmal beendet. Die Legion und Hinüber kämpften danach ab 1807 im „Baltikum“ (gemeint ist damit das Kommandounternehmen nach Kopenhagen zur Vernichtung der dänischen Flotte) und von 1808 bis 1812 im Mittelmeer und auf der Iberischen Halbinsel. Im Jahr 1811 wurde er dabei zum Generalmajor befördert. Von 1813 bis 1814 kämpfte er als Kommandeur der 1. Division im Süden von Frankreich und von 1814 bis 1815 in den Niederlanden.
Nach der Niederlage Napoleons wechselte er 1816 als Generalmajor in die neugebildete Armee des Königreichs Hannover. Er wurde 1818 Generalleutnant und Kommandeur der 2. Infanterie-Division und vertrat ab 1819 als Bevollmächtigter in der Militärkommission am Bundestag in Frankfurt am Main die hannoverschen Interessen. 1831 wurde er Militärbevollmächtigter des X. Bundeskorps in Frankfurt am Main. Dort starb er 1833.
Er erhielt zahlreiche Auszeichnungen, darunter:
- Großkreuz des Guelphen-Ordens, 1824[3]
- Kommandeur des Guelphen-Ordens, 1815[4]
- Honorary Knight Commander des Order of the Bath, 1815[5]
- Army Gold Medal, vor 1814

## Familie
Hinüber heiratete am 7. August 1815 Lucie Eleonore Fahle (* 25. August 1787; † 7. Februar 1868). Das Paar hatte mehrere Kinder:
- Harriet (* 13. April 1813; † 31. Mai 1852) ⚭ 1839 Graf Friedrich von Oeynhausen († 9. Oktober 1875), Herr auf Brahlsdorf, Oeynhausen und Emmerbrühch
- Heinrich (Harry) Willian (* 30. Mai 1816; † 5. April 1849), starb als K.u.K. Major an den am 21. März 1849 bei Novara erlittenen Verletzungen
- Eduard (* 24. Dezember 1817; † 28. Dezember 1880) ⚭ 1850 Sophie Elisabeth Stieger (* 30. Juni 1821; † 21. April 1907)